# Naoko Takeuchi
Naoko Takeuchi (japoneză 武内直子; n. 15 martie 1967, Kofu, Japonia) este o artistă manga, care locuiește în Tokio, Japonia. Creațiile sale, printre care se numără Sailor Moon, sunt populare în rândul fanilor anime și manga din întreaga lume. Este soția lui Yoshihiro Togashi, creator al unui alt anime celebru: Yu Yu Hakusho.

## Viața timpurie
Naoko Takeuchi s-a născut ca prima fiică a lui Kenji și Ikuko Takeuchi. Ea are și un frate mai mic, pe nume Shingo. Ea a folosit numele membrilor familiei sale în manga și anime Sailor Moon, și menționează acest lucru prin interviuri și în mai multe benzi desenate pe care le-a produs, în loc de auto-note. Takeuchi a participat la școala Ichi Kofu. Ea a purtat unifoma seifuku (uniformă cu guler de marinar) și a aderat la clubul de astronomie și manga. Această experiență a avut o influență mai târziu în munca ei cu manga Sailor Moon, precum și în manga anterioară, cum ar fi Call Love and Kiss rain. Ea a vrut să devină un artist manga, la această vârstă, însă tatăl ei Kenji a spus că în cazul în care nu o face, ea ar trebui sǎ-și găsească o altă profesie, astfel Takeuchi a plecat la universitatea KYORITSU de farmacie unde a primit o diplomă de chimie (KYORITSU universitatea de farmacie a fuzionat cu universitatea Keio în 2006). Începând cu anul 2010 clădirea încă existǎ. Ea a devenit un farmacist. Teza ei de senior a avut titlul "Efectele acțiunii trombolitice sunt datorită ultrasunetelor". În timp ce un student terțiar care se numea Miko, a cunoscut-o pe Naoko și aceasta a aflat că Miko lucrează la altarul Shiba Daijingu nu departe de universitatea unde a participat Takeuchi. Această experință a inspirat-o pe Naoko Takeuchi la munca ei cu unul din personajele din Sailor Moon, Rei Hino.

## Munca din Kodansha
Naoko Takeuchi a lucrat în Kodansha, începând de la vârsta de 19 ani atunci când a publicat prima dată Love Call, și a primit un premiu. Ea a lucrat în mod constant la piese de benzi desenate până a scris "Maria". Ea s-a bazat pe acest lucru din prima serie de benzi desenate Daddy-Long-Legs și pe prietena ei Maria Koizumi, care a ajutat-o să o scrie. Takeuchi a avut un alt serial "The Cherry Project", care a durat timp de trei volume și cu tratate de patinaj. La finalizarea "The Cherry Project" ea a vrut să facă un proiect manga cu spațiul cosmic și cu fete luptătoare. Editorul ei, Fumio Osano (poreclit Osa-P) a rugat-o să pună luptătoarele în costume de marinar și așa a început Naoko Takeuchi cu Sailor V, atunci când planurile manga s-au transformat în anime cu Sailor V, ea a prelucrat seria și a adăugat patru luptǎtoare Sailor Senshi. Acest lucru a devenit "Sailor Moon" care s-a dovedit un hit. În timp ce a lucrat la "Sailor Moon" Naoko Takeuchi a lucrat simultan și la Sailor V. Cu toate acestea revista s-a anulat iar Sailor V numai e. Proiectul de a o transforma pe Sailor V în anime a fost anulat cu revista. Dupǎ ce "Sailor Moon" s-a terminat în anul 1997, Takeuchi a lucrat apoi la PQ Angels. Aceasta a câștigat o sumă justă de popularitate, dar brusc dar s-a anulat deoarece Kodansha a pierdut șapte pagini din manuscris. Este posibil ca acesta să fi devenit anime:..Takeuchi a menționat că a avut manscrisul Toei.

## Stabilirea "PNP"
"PNP" vine de la ,,Planificarea Naoko Prințesa". Takeuchi a stabilit acestǎ companie pentru a stabili gestionarea proprietǎților ei, în principal Sailor Moon. Mai târziu a lucrat cu Yoshihiro Togashi, de asemenea. Takeuchi conduce societatea însǎși. Numele sǎu apare în mai multe credite muzicale, cum ar fi Shin Kaguya Shima Densetsu.

## Locuirea în Kodansha
Naoko Takeuchi s-a simțit supărată că a pierdut cele șapte pagini din manuscrisul PQ Angels în 1997. Kodansha fusese inițial planificatǎ pentru manga care a devenit un takōbon, dar cu pierderea paginii din manuscris, acest lucru a devenit imposibil. Osano Fumio, de asemenea, a plecat pentru o revistǎ Shōnen. Apoi planurile din Materials Collection au fost anulate de Kodansha. Naoko Takeuchi a plecat cu editorul Shueisha, în speranța de a afla mai multe despre industria manga și dacă manuscrisele ei sunt deseori pierdute. În 1998, Naoko Takeuchi s-a dus în Statele Unite și a participat la Comic-Con. Cu asistență din partea Mixx Entertainment ea a răspuns la întrebări legate de "Sailor Moon". Ea a cerut, de asemenea, publicului dacă le-a plăcut ocult, dar a fost cel mai probabil începutul din Witch Love. Ea de asemenea a publicat prima proprietate a lui Sailor Moon, după plecarea din Kodansha, "Sailor Moon Ifinity Collection Art Book" cu versuri limitate.

## Munca sa cu Togashi și căsătoria
Takeuchi afirmǎ s-a întâlnit cu Togashi la o întâlnire aranjată de Megumi Ogata,vocea lui Sailor Uranus. Ea este și vocea personajului din YuYu Hakusho al lui Togashi Kurama. Ea a lucrat ca asistentă a lui Togashi (făcând screentone)și ca manager cu privire la volumul 1 din HunterxHunter. Cu toate acestea, cerințele s-au dovetit mai mult decât așteptare, astfel a ajuns să renunțe. În jurul acestei date Naoko Takeuchi a conceput ideea cu "Toki*Meka". Tokashi a avut o idee similară, în aceelași timp dar niciodată nu a fost îndeplinit. El a ajutat-o oarecum pe Naoko Takeuchi la "Toki*Meka" în acest moment la un curs de dezvoltare prin tragere la ideea unor schițe conceptuale, în care Naoko Takeuchi a afișat volumul 1 din Toki*Meka. Ei doi apoi s-au căsătorit în 1999. Ei au acum un fiu, născut în ianuarie 2001, al cărui nume real nu-l vor divulga însă l-au poreclit "Petit Ōji" adicǎ "micul prinț" în francezǎ combinată cu japonezǎ.

## Întoarcerea în Kodansha
O datǎ cu expirarea iminentǎ la licenței Sailor Moon, Kodansha a fǎcut în cele din urmǎ o înțelegere cu Takeuchi, și a revenit în cele din urmǎ în Kodansha în 1999 pentru a face Materials Collection. Prima serializare manga a fost: "Witch Witch Love Love" care a fost anulat de Kodansha din motive necunoscute. Takeuchi a început de asemenea sǎ lucreze la retipărirea seriilor manga Sailor Moon și Sailor V.

## Implicarea PGSM
Naoko Takeuchi a implicat masiv seria live-action din Sailor Moon, Pretty Guardian Sailor Moon (PGSM). De exemplu, ea a proiectat costumul lui Sailor Luna. Naoko Takeuchi a declarat într-un interviu cǎ ea a avut un interes în procesul de a învăța mai multe despre industria anime. Acest lucru a culminat la crearea seriei "Pretty Guardian Sailor Moon". Seria afișează un termen bazat pe manga și explodează, de asemenea, când seria manga nu a putut sǎ explodeze. Ea s-a prezentat la conferința oficială cu un pumn în sus, ceea ce înseamnǎ "noroc bun", în Legea Zero. Într-un timp Takeuchi a lucrat la PGSM și a lansat un nou manga.

## Întoarcerea desenelor manga
Dupǎ ce PGSM s-a încheiat, Takeuchi a lucrat la Toki*Meca. Dupǎ ce a lucrat la Toki*Meca, Fumio Osano s-a întors și a devenit editorul ei. În aceelași timp ea a lucrat la gestionarea PNP și le-a vorbit studenților despre asta. În aceelași timp, ea a scris și o carte pentru copii numită "Oboo-nu- to-Chiboo-nu" și i-a dăruit-o fiului ei la ziua lui de naștere. Soțul ei a ilustrat cartea pentru copii, iar ea a menționat cǎ partea din spate este volumul 1 din Toki*Meca. Web site-ul lui Naoko Takeuchi încǎ mai funcționeazǎ și a actualizat o datǎ pe lunǎ aproximativ noi animații rapide sau profiluri. Ea a mai avut și un copil în anul 2009. Aceasta nu a confirmat dacă ar fi bǎiat sau fatǎ.

## Lucrări
Urmǎtoarea listǎ conține lucrǎrile lui Naoko Takeuchi, atât majore cât și minore din debutul ei:
- Chocolate Christmas (Chokorēto Kurisumasu 1987-1988)
- O poveste depre o fatǎ care se încadrează în dragoste cu un DJ de Crǎciun. Colectarea a apǎrut într-un singur volum tankōbon.
- Maria (Ma-ri-a, 1989-1990)
- O poveste bazatǎ pe cartea Daddy-Long-Legs de Jean Webster.
- The Cherry Project (The Cherī Purojekuto, 1990-1991)
- Un manga tematic despre patinaj artistic, care dispune de 3 volume care implicǎ cǎutarea tinerei patinatoare Cherry de a deveni profesionistǎ și de a câștiga inima unui bǎiat. Seria a fost lansatǎ de Kodansha în 3 volume colectate între 1991-1992. Unul dintre personaje apare, de asemenea în Sailor Moon.
- Codename:Sailor V (Kōdōnēmu Sera Bui, 1991-1997)
- Aceastǎ serie urmǎrește aventurile "fetei magice" Sailor V direct precedat și a devenit un fel de prototip pentru Pretty Soldier Sailor Moon, introducerea lui Minako Aino alias "Sailor V" care a devenit un personaj de sprijin în urma seriei. Takeuchi a încheiat seria Sailor Moon; Sailor V a caracterizat un final care a legat două serii împreunǎ. Inițial a lansat în 3 volume, Codename:Sailor V a fost re-lansat în 2004, într-un lux de 2 volume formate "Renewal Edition".
- Pretty Soldier Sailor Moon sau Sailor Moon (Bishōjo Senshi Sērāmū, 1992-1997)
- Publicul american îl cunoaște ca Sailor Moon, acest manga a devenit locul de muncă cel mai faimos iar Naoko Takeuchi a dat naștere unui anime, mai multor filme, etape de musicaluri, o serie live-action de televiziune și jocuri video de diferite genuri. Sailor Moon spune povestea lui Usagi Tsukino, o fată care descoperă într-o zi cǎ este reîcarnarea unei luptătoare celeste pentru iubire și dreptate. Această serie a fost în mare măsura responsabilă pentru renașterea la sfârșitul anilor 1990 ca "magical girl" anime și manga. Seria a fost lansată inițial în 18 volume, dar a fost re-lansată în 2003-2004 într-un lux de 12 volume "Renewal Edition" (Shinzōban) formate cu un volum suplimentar de două povești care conțin o parte din activitatea principală. Personajele din munca ei anterioară,"Codename:Sailor V" au revenit.
- Miss Rain (Misu Rein, 1993)
- O colecție de 5 manga scurte, cu activitatea titlului.
- Prism Time (Purizumu Taimu 1986-1997)
- Fetițele Powerpuff (The Powerpuff Girls, 1996-2003)
- O colecție de benzi desenate de la o fabrică de povești pentru cele de la sfârșitul anilor 1990. Acesta e disponibil în 2 volume, lansat în 1995 și respectiv 1997.
- PQ Angels (PQ Enjerusu, 1997)
- Caracteristicile a două fete străine, capabile să se transforme în gândaci, care sunt în căutarea prințesei lor. Seria a fost un dezastru complet pentru Naoko Takeuchi: a fost întreruptă brusc, după 4 capitole și Kodansha a pierdut dovezile de pe partea în care a fost scrisă. Prin urmare serializarea inițială nu a mai apărut din septembrie până în decembrie 1997.
- Princess Naoko Taheuchi's Return-to-Society Punch! (1999-2004)
- O colecție de benzi desenate scurte care detaliazǎ ceea ce a făcut Takeuchi după Sailor Moon. Aceasta a candidat pentru un anumit număr de ani pentru temeiul unui titlu în schimbare, oferind mai multe detalii despre delictul el post-Sailor Moon și recuperare, precum și reuniunea ei și căsătoria, iar începând cu o familie de colegi manga. Soțul lui Takeuchi, Yoshihiro Togashi a plecat în Shueisha ca să creeze revista "Young You" fiind mai degrabǎ o publicație Kodansha și nu a fost colectată la serializarea sa inițială. Există similarul "_____Punch"! banda desenatǎ, în aceelași format la sfârșitul unora din volumele Sailor Moon și "Renewal Edition".
- Toki*Meka!(Toki*Meka, 2001)
- O poveste de benzi desenate, despre un robot(Mecha), creatorul sǎu și aventurile lor.
- Love Witch (Rabu Witchi, 2002)
- O poveste despre o fată care primește o sticlă de parfum și devine o vrăjitoare, dar cu un preț greu. Aceasta a fost întreruptă după 3 capitole și o poveste aparte, cu nici o explicație. Ea nu a fost retipărită în orice fel de compilare.
- Toki*Meca! (Toki*Meca, 2005-2006!)
- O versiune serializată de banda desenată originală care a început după finalizarea seriei Sailor Moon și Sailor V de presă. Prima parte a început din ianuarie-aprilie 2005, iar problema de la Nakayoshi, după care autorul a luat o pauză, a promis că seria va reveni mai târziu. A doua etapă a seriei a început în noiembrie 2005. Un volum colectat a fost lansat în august 2005 și a fost publicat până în prezent. Serializarea s-a încheiat oficial în mai 2006. Acest lucru face Toki*Meca prima serie la care Naoko Takeuchi a finalizat-o din Sailor Moon și Codename:Sailor V!.

## Ilustrații
- "Mermaid Panic!" Volumele 1-3 (scris de Marie Koizumi)
- "Atashi nr Wagamama" (scris de Marie Koizumi)
- "Zettai, Kore o Ubbatte Miseru" (Scris de Marie Koizumi)

## Cărți scrise
- Oboo-nu- to Chiboo-nu-(ilustrată de Yoshihiro Togashi)
- O carte pentru copii scrisă de ziua fiului ei.

## Muzicǎ în versuri
Takeuchi a scris versurile pentru un număr de melodii prezentate în seriile anime și live-action Sailor Moon. Deși în principal sunt bazate pe piesa de fundal a personajelor, acestea includ câteva melodii tematice. Acestea sunt:
- Ai wo Shinjiteru, melodia de fundal pentru Sailor Moon.
- Chikara wo Awasete - cântec de fundal pentru Taiki/Sailor Star Maker.
- Ginga Ichi Mibun Chigai na Kataomoi - cântec de fundal pentru Seiya / Sailor Star Fighter.
- Honoo nu Sogekimono - cântec de fundal pentru Sailor Marte.
- Initial U - cântec pentru Sailor Uranus.
- Katagoshi ni Kinsei - cântec de fundal PGSM pentru Sailor Venus.
- Kirari * SailorDream! - cântec de deschidere pentru Pretty Guardian Sailor Moon.
- Luna! - cântec pentru Luna.
- Mayonaka Hitori - cântec de fundal pentru Yaten/Sailor Star Healer.
- Over Raimbow Tour - cântec de fundal pentru Sailor Moon PGSM.
- Princess Moon - al doilea cântec de sfârșit din sezonul unu.
- Rashiku Ikimasho - cântec de sfârșit pentru Sailor Moon Super S.
- Route Venus - cântec de fundal pentru Sailor Venus (Sailor Moon R).
- Sailor Star Song - cântec de deschidere pentru Sailor Stars.
- Sailor Team no Theme - cântec tematic pentru Sailor Senshi.
- Senshi no Omoi - cântec de fundal pentru Sailor Neptun.
- We Belive You - cântec de fundal pentru Sailor Jupiter.